# Selwyn College
Selwyn College est un des 31 collèges de l'université de Cambridge au Royaume-Uni.
Selwyn College a été fondé en 1882, à la mémoire de George Augustus Selwyn (1809-1878), le premier évêque de la Nouvelle-Zélande dans l’Église anglicane, et, à la fin de sa vie, évêque de Lichfield. Il a été approuvé comme un collège dans l'université en 1958.

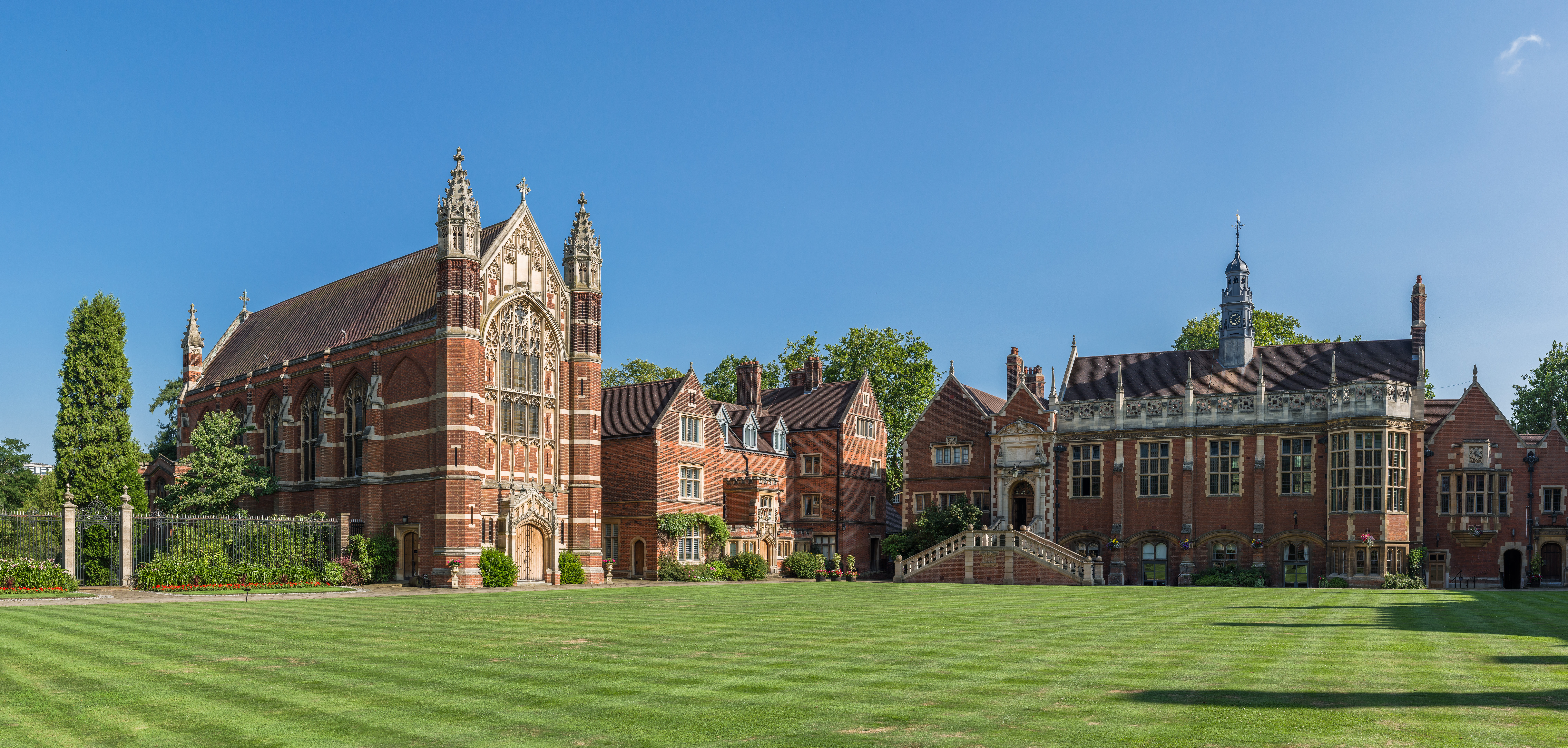
Selwyn College.

## Élèves
- Lola Olufemi, activiste féministe noire britannique ;